# Geraldo dos Santos Júnior
Gélson Geraldo dos Santos Junior (Curitiba, Brasil, 10 de enero de 1979) es un exfutbolista brasilero. Juega de delantero y su actual equipo es el FC Aboomoslem de la Azadegan League de Irán.

## Clubes
| Club                 | País     | Año       |
| -------------------- | -------- | --------- |
| Coritiba FC          | Brasil   | 2000-2003 |
| FC Shinnik Yaroslavl | Rusia    | 2004      |
| Coritiba FC          | Brasil   | 2004      |
| Malmö FF             | Suecia   | 2005      |
| Académica de Coimbra | Portugal | 2005-2007 |
| Veria FC             | Grecia   | 2007-2009 |
| FC Aboomoslem        | Irán     | 2009-     |